# Liste der Medaillengewinner des ASK Vorwärts Oberhof bei internationalen Meisterschaften

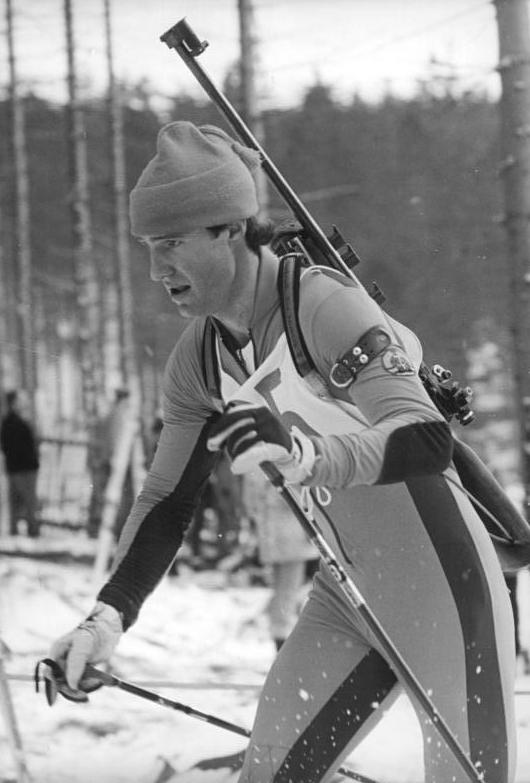
Frank Ullrich – Olympiasieger 1980 im Biathlon und neunmaliger Weltmeister

Die Liste der Medaillengewinner bei Olympischen Winterspielen und Weltmeisterschaften des ASK Vorwärts Oberhof listet alle Sieger sowie die Zweit- und Drittplatzierten bei den Olympischen Winterspielen und den Weltmeisterschaften im Biathlon, Bobsport, Nordischen Kombination, Rennrodeln, Skilanglauf und Skispringen des ASK Vorwärts Oberhof auf. Der ASK wurde im Jahre 1956 gegründet und im Jahre 1990 aufgelöst. Nachfolger ist der WSV Oberhof 05. Der ASK entwickelte sich zum erfolgreichsten Wintersportverein der Welt. Bei fünf Olympischen Winterspielen gewannen 23 Athleten 16-mal Gold. Bei Weltmeisterschaften gewannen 38 Athleten 45-mal Gold. Erfolgreichste Athleten sind die dreimaligen Olympiasieger Meinhard Nehmer und Bernhard Germeshausen im Bobsport. Bei Weltmeisterschaften ist Frank Ullrich mit neun Titeln im Biathlon der erfolgreichste Athlet des ASK.

## Olympische Winterspiele
| Spiele | Austragungsort | Medaille | Geschlecht | Sportart    | Disziplin     | Athleten                                                                 |
| ------ | -------------- | -------- | ---------- | ----------- | ------------- | ------------------------------------------------------------------------ |
| 1972   | Sapporo        | Gold     | Männer     | Rennrodeln  | Doppelsitzer  | Horst Hörnlein Reinhardt Bredow                                          |
| 1972   | Sapporo        | Gold     | Männer     | Rennrodeln  | Einsitzer     | Wolfgang Scheidel                                                        |
| 1972   | Sapporo        | Bronze   | Frauen     | Rennrodeln  | Einsitzer     | Margit Schumann                                                          |
| 1976   | Innsbruck      | Gold     | Männer     | Skispringen | Normalschanze | Hans-Georg Aschenbach                                                    |
| 1976   | Innsbruck      | Gold     | Männer     | Bobsport    | Zweierbob     | Meinhard Nehmer Bernhard Germeshausen                                    |
| 1976   | Innsbruck      | Gold     | Männer     | Bobsport    | Viererbob     | Meinhard Nehmer Bernhard Germeshausen Jochen Babock Bernhard Lehmann     |
| 1976   | Innsbruck      | Gold     | Männer     | Rennrodeln  | Doppelsitzer  | Hans Rinn Norbert Hahn                                                   |
| 1976   | Innsbruck      | Gold     | Frauen     | Rennrodeln  | Einsitzer     | Margit Schumann                                                          |
| 1976   | Innsbruck      | Silber   | Männer     | Skispringen | Normalschanze | Jochen Danneberg                                                         |
| 1976   | Innsbruck      | Bronze   | Männer     | Rennrodeln  | Einsitzer     | Hans Rinn                                                                |
| 1976   | Innsbruck      | Bronze   | Frauen     | Skilanglauf | Staffel       | Sigrun Krause                                                            |
| 1976   | Innsbruck      | Bronze   | Männer     | Biathlon    | Staffel       | Karl-Heinz Menz Manfred Geyer Frank Ullrich                              |
| 1980   | Lake Placid    | Gold     | Männer     | Rennrodeln  | Einsitzer     | Bernhard Glass                                                           |
| 1980   | Lake Placid    | Gold     | Männer     | Rennrodeln  | Doppelsitzer  | Hans Rinn Norbert Hahn                                                   |
| 1980   | Lake Placid    | Gold     | Männer     | Bobsport    | Viererbob     | Meinhard Nehmer Bernhard Germeshausen Bogdan Musiol Hans-Jürgen Gerhardt |
| 1980   | Lake Placid    | Gold     | Männer     | Biathlon    | 10 Kilometer  | Frank Ullrich                                                            |
| 1980   | Lake Placid    | Gold     | Frauen     | Skilanglauf | Staffel       | Carola Anding                                                            |
| 1980   | Lake Placid    | Silber   | Frauen     | Rennrodeln  | Einsitzer     | Melitta Sollmann                                                         |
| 1980   | Lake Placid    | Silber   | Männer     | Bobsport    | Zweierbob     | Bernhard Germeshausen Hans-Jürgen Gerhardt                               |
| 1980   | Lake Placid    | Silber   | Männer     | Biathlon    | Staffel       | Frank Ullrich Mathias Jung                                               |
| 1980   | Lake Placid    | Silber   | Männer     | Biathlon    | 20 Kilometer  | Frank Ullrich                                                            |
| 1980   | Lake Placid    | Bronze   | Männer     | Bobsport    | Zweierbob     | Meinhard Nehmer Bogdan Musiol                                            |
| 1980   | Lake Placid    | Bronze   | Männer     | Bobsport    | Viererbob     | Horst Schönau Roland Wetzig Detlef Richter Andreas Kirchner              |
| 1984   | Sarajevo       | Gold     | Männer     | Bobsport    | Zweierbob     | Wolfgang Hoppe Dietmar Schauerhammer                                     |
| 1984   | Sarajevo       | Gold     | Männer     | Bobsport    | Viererbob     | Wolfgang Hoppe Dietmar Schauerhammer Roland Wetzig Andreas Kirchner      |
| 1984   | Sarajevo       | Silber   | Frauen     | Rennrodeln  | Einsitzer     | Bettina Schmidt                                                          |
| 1984   | Sarajevo       | Silber   | Männer     | Bobsport    | Zweierbob     | Bernhard Lehmann Bogdan Musiol                                           |
| 1984   | Sarajevo       | Silber   | Männer     | Bobsport    | Viererbob     | Bernhard Lehmann Bogdan Musiol Ingo Voge Eberhard Weise                  |
| 1984   | Sarajevo       | Bronze   | Frauen     | Rennrodeln  | Einsitzer     | Ute Oberhoffner                                                          |
| 1984   | Sarajevo       | Bronze   | Männer     | Rennrodeln  | Doppelsitzer  | Jörg Hoffmann Jochen Pietzsch                                            |
| 1984   | Sarajevo       | Bronze   | Männer     | Biathlon    | 10 Kilometer  | Matthias Jacob                                                           |
| 1988   | Calgary        | Gold     | Männer     | Rennrodeln  | Einsitzer     | Jens Müller                                                              |
| 1988   | Calgary        | Gold     | Männer     | Rennrodeln  | Doppelsitzer  | Jörg Hoffmann Jochen Pietzsch                                            |
| 1988   | Calgary        | Silber   | Frauen     | Rennrodeln  | Einsitzer     | Ute Oberhoffner                                                          |
| 1988   | Calgary        | Silber   | Männer     | Rennrodeln  | Doppelsitzer  | Stefan Krauße Jan Behrendt                                               |
| 1988   | Calgary        | Silber   | Männer     | Bobsport    | Zweierbob     | Wolfgang Hoppe Bogdan Musiol                                             |
| 1988   | Calgary        | Silber   | Männer     | Bobsport    | Viererbob     | Wolfgang Hoppe Bogdan Musiol Dietmar Schauerhammer Ingo Voge             |
| 1988   | Calgary        | Bronze   | Männer     | Bobsport    | Zweierbob     | Bernhard Lehmann Mario Hoyer                                             |

## Weltmeisterschaften

### Biathlon
| Spiele | Austragungsort | Medaille | Geschlecht | Disziplin    | Athleten                                                 |
| ------ | -------------- | -------- | ---------- | ------------ | -------------------------------------------------------- |
| 1970   | Östersund      | Bronze   | Männer     | Staffel      | Hans-Gert Jahn                                           |
| 1973   | Lake Placid    | Bronze   | Männer     | Staffel      | Manfred Geyer Herbert Wiegand                            |
| 1977   | Vingrom        | Bronze   | Männer     | Staffel      | Manfred Geyer Frank Ullrich                              |
| 1978   | Hochfilzen     | Gold     | Männer     | Sprint       | Frank Ullrich                                            |
| 1978   | Hochfilzen     | Gold     | Männer     | Staffel      | Frank Ullrich                                            |
| 1978   | Hochfilzen     | Silber   | Männer     | 20 Kilometer | Frank Ullrich                                            |
| 1979   | Ruhpolding     | Gold     | Männer     | Sprint       | Frank Ullrich                                            |
| 1979   | Ruhpolding     | Gold     | Männer     | Staffel      | Frank Ullrich                                            |
| 1981   | Lahti          | Gold     | Männer     | Staffel      | Frank Ullrich Mathias Jung Matthias Jacob                |
| 1981   | Lahti          | Gold     | Männer     | Sprint       | Frank Ullrich                                            |
| 1981   | Lahti          | Silber   | Männer     | 20 Kilometer | Frank Ullrich                                            |
| 1982   | Minsk          | Gold     | Männer     | Staffel      | Frank Ullrich Mathias Jung Matthias Jacob Bernd Hellmich |
| 1982   | Minsk          | Gold     | Männer     | 20 Kilometer | Frank Ullrich                                            |
| 1982   | Minsk          | Silber   | Männer     | Sprint       | Frank Ullrich                                            |
| 1983   | Antholz        | Gold     | Männer     | 20 Kilometer | Frank Ullrich                                            |
| 1983   | Antholz        | Silber   | Männer     | Staffel      | Frank Ullrich Mathias Jung Matthias Jacob                |
| 1985   | Ruhpolding     | Silber   | Männer     | Staffel      | Matthias Jacob                                           |
| 1986   | Oslo           | Silber   | Männer     | Staffel      | Matthias Jacob Jürgen Wirth                              |
| 1987   | Lake Placid    | Gold     | Männer     | Staffel      | Matthias Jacob Jürgen Wirth                              |
| 1987   | Lake Placid    | Silber   | Männer     | Sprint       | Matthias Jacob                                           |
| 1989   | Freistritz     | Gold     | Männer     | Sprint       | Frank Luck                                               |
| 1989   | Freistritz     | Gold     | Männer     | Staffel      | Frank Luck                                               |
| 1989   | Freistritz     | Bronze   | Männer     | Mannschaft   | Steffen Hoos                                             |
| 1990   | Minsk          | Gold     | Männer     | Sprint       | Mark Kirchner                                            |
| 1990   | Minsk          | Gold     | Männer     | Mannschaft   | Mark Kirchner Frank Luck                                 |
| 1990   | Minsk          | Bronze   | Männer     | Staffel      | Frank Luck Mark Kirchner                                 |

### Bobsport
| Spiele | Austragungsort    | Medaille | Geschlecht | Disziplin | Athleten                                                                  |
| ------ | ----------------- | -------- | ---------- | --------- | ------------------------------------------------------------------------- |
| 1977   | St. Moritz        | Gold     | Männer     | Viererbob | Meinhard Nehmer Bernhard Germeshausen Hans-Jürgen Gerhardt Raimund Bethge |
| 1978   | Lake Placid       | Silber   | Männer     | Zweierbob | Meinhard Nehmer Raimund Bethge                                            |
| 1978   | Lake Placid       | Gold     | Männer     | Viererbob | Horst Schönau Horst Bernhardt Harald Seifert Bogdan Musiol                |
| 1978   | Lake Placid       | Bronze   | Männer     | Viererbob | Meinhard Nehmer Bernhard Germeshausen Hans-Jürgen Gerhardt Raimund Bethge |
| 1979   | Königssee         | Silber   | Männer     | Viererbob | Meinhard Nehmer Detlef Richter Bernhard Germeshausen Hans-Jürgen Gerhardt |
| 1981   | Cortina d’Ampezzo | Gold     | Männer     | Viererbob | Bernhard Germeshausen Hans-Jürgen Gerhardt Henry Gerlach Michael Trübner  |
| 1981   | Cortina d’Ampezzo | Gold     | Männer     | Zweierbob | Bernhard Germeshausen Hans-Jürgen Gerhardt                                |
| 1981   | Cortina d’Ampezzo | Silber   | Männer     | Zweierbob | Horst Schönau Andreas Kirchner                                            |
| 1981   | St. Moritz        | Silber   | Männer     | Viererbob | Bernhard Lehmann Roland Wetzig Bogdan Musiol Eberhard Weise               |
| 1982   | St. Moritz        | Bronze   | Männer     | Zweierbob | Horst Schönau Andreas Kirchner                                            |
| 1983   | Lake Placid       | Bronze   | Männer     | Zweierbob | Wolfgang Hoppe Dietmar Schauerhammer                                      |
| 1983   | Lake Placid       | Bronze   | Männer     | Viererbob | Detlef Richter Henry Gerlach Thomas Forch Dietmar Jerke                   |
| 1985   | Cervinia          | Gold     | Männer     | Zweierbob | Wolfgang Hoppe Dietmar Schauerhammer                                      |
| 1985   | Cervinia          | Gold     | Männer     | Viererbob | Bernhard Lehmann Matthias Trübner Ingo Voge Steffen Grummt                |
| 1985   | Cervinia          | Silber   | Männer     | Zweierbob | Detlef Richter Dietmar Jerke Bodo Ferl Matthias Legler                    |
| 1985   | Cervinia          | Silber   | Männer     | Viererbob | Detlef Richter Steffen Grummt                                             |
| 1986   | Königssee         | Gold     | Männer     | Zweierbob | Wolfgang Hoppe Dietmar Schauerhammer                                      |
| 1986   | Königssee         | Bronze   | Männer     | Zweierbob | Detlef Richter Steffen Grummt                                             |
| 1987   | St. Moritz        | Silber   | Männer     | Viererbob | Wolfgang Hoppe Bogdan Musiol Roland Wetzig Dietmar Schauerhammer          |
| 1989   | Cortina d’Ampezzo | Gold     | Männer     | Zweierbob | Wolfgang Hoppe Bogdan Musiol                                              |
| 1987   | St. Moritz        | Bronze   | Männer     | Viererbob | Wolfgang Hoppe Bodo Ferl Bogdan Musiol Ingo Voge                          |
| 1990   | St. Moritz        | Bronze   | Männer     | Zweierbob | Wolfgang Hoppe Bogdan Musiol                                              |

### Rennrodeln
| Spiele | Austragungsort | Medaille | Geschlecht | Disziplin    | Athleten                                                                        |
| ------ | -------------- | -------- | ---------- | ------------ | ------------------------------------------------------------------------------- |
| 1965   | Davos          | Bronze   | Männer     | Doppelsitzer | Horst Hörnlein Rolf Fuchs                                                       |
| 1969   | Königssee      | Silber   | Männer     | Doppelsitzer | Horst Hörnlein Reinhard Bredow                                                  |
| 1970   | Königssee      | Bronze   | Männer     | Doppelsitzer | Horst Hörnlein Reinhard Bredow                                                  |
| 1971   | Olang          | Bronze   | Männer     | Doppelsitzer | Horst Hörnlein Reinhard Bredow                                                  |
| 1973   | Oberhof        | Gold     | Männer     | Einsitzer    | Hans Rinn                                                                       |
| 1973   | Oberhof        | Gold     | Männer     | Doppelsitzer | Horst Hörnlein Reinhard Bredow                                                  |
| 1973   | Oberhof        | Gold     | Frauen     | Einsitzer    | Margit Schumann                                                                 |
| 1973   | Oberhof        | Silber   | Männer     | Doppelsitzer | Hans Rinn Norbert Hahn                                                          |
| 1974   | Königssee      | Silber   | Männer     | Einsitzer    | Hans Rinn                                                                       |
| 1974   | Königssee      | Gold     | Frauen     | Einsitzer    | Margit Schumann                                                                 |
| 1974   | Königssee      | Silber   | Männer     | Doppelsitzer | Henning Schulze Hans-Jörg Neumann                                               |
| 1975   | Hammarstrand   | Gold     | Frauen     | Einsitzer    | Margit Schumann                                                                 |
| 1975   | Hammarstrand   | Silber   | Männer     | Doppelsitzer | Hans-Jörg Neumann                                                               |
| 1977   | Igls           | Gold     | Männer     | Einsitzer    | Hans Rinn                                                                       |
| 1977   | Igls           | Gold     | Frauen     | Einsitzer    | Margit Schumann                                                                 |
| 1977   | Igls           | Gold     | Männer     | Doppelsitzer | Hans Rinn Norbert Hahn                                                          |
| 1978   | Imst           | Bronze   | Männer     | Doppelsitzer | Hans Rinn Norbert Hahn                                                          |
| 1979   | Königssee      | Gold     | Frauen     | Einsitzer    | Melitta Sollmann                                                                |
| 1979   | Königssee      | Silber   | Männer     | Doppelsitzer | Hans Rinn Norbert Hahn                                                          |
| 1981   | Hammarstrand   | Gold     | Frauen     | Einsitzer    | Melitta Sollmann                                                                |
| 1981   | Hammarstrand   | Silber   | Männer     | Doppelsitzer | Bernd Oberhoffner Jörg-Dieter Ludwig                                            |
| 1983   | Lake Placid    | Silber   | Frauen     | Einsitzer    | Melitta Sollmann                                                                |
| 1983   | Lake Placid    | Bronze   | Frauen     | Einsitzer    | Ute Weiß                                                                        |
| 1983   | Lake Placid    | Gold     | Männer     | Doppelsitzer | Jörg Hoffmann Jochen Pietzsch                                                   |
| 1985   | Oberhof        | Gold     | Männer     | Doppelsitzer | Jörg Hoffmann Jochen Pietzsch                                                   |
| 1985   | Oberhof        | Silber   | Männer     | Einsitzer    | Jörg Hoffmann                                                                   |
| 1985   | Oberhof        | Silber   | Männer     | Doppelsitzer | René Keller Lutz Kühnlenz                                                       |
| 1985   | Oberhof        | Bronze   | Frauen     | Einsitzer    | Cerstin Schmidt                                                                 |
| 1985   | Oberhof        | Bronze   | Männer     | Einsitzer    | Jens Müller                                                                     |
| 1987   | Igls           | Gold     | Männer     | Doppelsitzer | Jörg Hoffmann Jochen Pietzsch                                                   |
| 1987   | Igls           | Silber   | Männer     | Einsitzer    | Jens Müller                                                                     |
| 1987   | Igls           | Bronze   | Frauen     | Einsitzer    | Ute Oberhoffner                                                                 |
| 1989   | Winterberg     | Gold     | Männer     | Doppelsitzer | Stefan Krauße Jan Behrendt                                                      |
| 1989   | Winterberg     | Silber   | Männer     | Einsitzer    | Jens Müller                                                                     |
| 1989   | Winterberg     | Silber   | –          | Mannschaft   | Jens Müller René Friedl Susi Erdmann Ute Oberhoffner Stefan Krauße Jan Behrendt |
| 1989   | Winterberg     | Gold     | Frauen     | Einsitzer    | Susi Erdmann                                                                    |
| 1989   | Winterberg     | Bronze   | Frauen     | Einsitzer    | Ute Oberhoffner                                                                 |
| 1989   | Winterberg     | Bronze   | Männer     | Doppelsitzer | Jörg Hoffmann Jochen Pietzsch                                                   |
| 1990   | Calgary        | Gold     | –          | Mannschaft   | Jens Müller Susi Erdmann Jörg Hoffmann Jochen Pietzsch                          |
| 1990   | Calgary        | Bronze   | Männer     | Einsitzer    | Jens Müller                                                                     |
| 1990   | Calgary        | Bronze   | Männer     | Doppelsitzer | Jörg Hoffmann Jochen Pietzsch                                                   |

### Skilanglauf
| Spiele | Austragungsort   | Medaille | Geschlecht | Disziplin    | Athleten                       |
| ------ | ---------------- | -------- | ---------- | ------------ | ------------------------------ |
| 1970   | Vysoké Tatry     | Silber   | Männer     | 30 Kilometer | Gerhard Grimmer                |
| 1970   | Vysoké Tatry     | Bronze   | Männer     | 50 Kilometer | Gerhard Grimmer                |
| 1970   | Vysoké Tatry     | Silber   | Männer     | Staffel      | Gerhard Grimmer Axel Lesser    |
| 1974   | Falun            | Silber   | Männer     | 15 Kilometer | Gerhard Grimmer                |
| 1974   | Falun            | Gold     | Männer     | 50 Kilometer | Gerhard Grimmer                |
| 1974   | Falun            | Gold     | Männer     | Staffel      | Gerhard Grimmer                |
| 1974   | Falun            | Silber   | Frauen     | Staffel      | Sigrun Krause Veronika Schmidt |
| 1980   | Lake Placid      | Gold     | Frauen     | Staffel      | Carola Anding                  |
| 1982   | Oslo             | Bronze   | Frauen     | Staffel      | Carola Anding                  |
| 1985   | Seefeld in Tirol | Bronze   | Frauen     | Staffel      | Antje Misersky                 |

### Skispringen
| Spiele | Austragungsort | Medaille | Geschlecht | Disziplin     | Athleten              |
| ------ | -------------- | -------- | ---------- | ------------- | --------------------- |
| 1966   | Sapporo        | Silber   | Männer     | Normalschanze | Dieter Neuendorf      |
| 1972   | Oberstdorf     | Gold     | Männer     | Skifliegen    | Hans-Georg Aschenbach |
| 1974   | Falun          | Gold     | Männer     | Großschanze   | Hans-Georg Aschenbach |
| 1974   | Falun          | Gold     | Männer     | Normalschanze | Hans-Georg Aschenbach |
| 1976   | Innsbruck      | Gold     | Männer     | Normalschanze | Hans-Georg Aschenbach |

## Europameisterschaften

### Rennrodeln
| Spiele | Austragungsort | Medaille | Geschlecht | Disziplin    | Athleten                                                                      |
| ------ | -------------- | -------- | ---------- | ------------ | ----------------------------------------------------------------------------- |
| 1970   | Hammarstrand   | Gold     | Männer     | Doppelsitzer | Horst Hörnlein Reinhard Bredow                                                |
| 1970   | Hammarstrand   | Bronze   | Männer     | Einsitzer    | Horst Hörnlein                                                                |
| 1970   | Hammarstrand   | Silber   | Männer     | Einsitzer    | Wolfgang Scheidel                                                             |
| 1970   | Hammarstrand   | Silber   | Frauen     | Einsitzer    | Angela Knösel                                                                 |
| 1971   | Imst           | Gold     | Männer     | Einsitzer    | Horst Hörnlein                                                                |
| 1971   | Imst           | Silber   | Männer     | Einsitzer    | Wolfgang Scheidel                                                             |
| 1971   | Imst           | Silber   | Frauen     | Einsitzer    | Angela Knösel                                                                 |
| 1972   | Königssee      | Gold     | Männer     | Doppelsitzer | Horst Hörnlein Reinhard Bredow                                                |
| 1973   | Königssee      | Gold     | Frauen     | Einsitzer    | Margit Schumann                                                               |
| 1973   | Königssee      | Gold     | Männer     | Einsitzer    | Hans Rinn                                                                     |
| 1973   | Königssee      | Gold     | Männer     | Doppelsitzer | Hans Rinn Norbert Hahn                                                        |
| 1974   | Imst           | Gold     | Frauen     | Einsitzer    | Margit Schumann                                                               |
| 1974   | Imst           | Gold     | Männer     | Einsitzer    | Hans Rinn                                                                     |
| 1974   | Imst           | Gold     | Männer     | Doppelsitzer | Hans Rinn Norbert Hahn                                                        |
| 1974   | Imst           | Silber   | Männer     | Doppelsitzer | Hans Rinn Norbert Hahn                                                        |
| 1975   | Olang          | Gold     | Frauen     | Einsitzer    | Margit Schumann                                                               |
| 1975   | Olang          | Gold     | Männer     | Doppelsitzer | Hans Rinn Norbert Hahn                                                        |
| 1975   | Olang          | Silber   | Männer     | Einsitzer    | Wolfram Fiedler                                                               |
| 1975   | Olang          | Bronze   | Männer     | Einsitzer    | Hans Rinn                                                                     |
| 1976   | Hammarstrand   | Gold     | Männer     | Doppelsitzer | Roland Herdmann                                                               |
| 1977   | Königssee      | Silber   | Männer     | Einsitzer    | Hans Rinn                                                                     |
| 1977   | Königssee      | Silber   | Männer     | Doppelsitzer | Hans Rinn Norbert Hahn                                                        |
| 1977   | Königssee      | Silber   | Frauen     | Einzelsitzer | Margit Schumann                                                               |
| 1978   | Hammarstrand   | Gold     | Männer     | Doppelsitzer | Hans Rinn Norbert Hahn                                                        |
| 1978   | Hammarstrand   | Silber   | Männer     | Einsitzer    | Hans Rinn                                                                     |
| 1979   | Oberhof        | Gold     | Frauen     | Einsitzer    | Melitta Sollmann                                                              |
| 1979   | Oberhof        | Gold     | Männer     | Einsitzer    | Hans Rinn                                                                     |
| 1979   | Oberhof        | Gold     | Männer     | Doppelsitzer | Bernd Oberhoffner Jörg-Dieter Ludwig                                          |
| 1979   | Oberhof        | Bronze   | Männer     | Einsitzer    | Bernhard Glass                                                                |
| 1979   | Oberhof        | Silber   | Männer     | Doppelsitzer | Hans Rinn Norbert Hahn                                                        |
| 1979   | Oberhof        | Silber   | Frauen     | Einzelsitzer | Ilona Brand                                                                   |
| 1979   | Oberhof        | Bronze   | Frauen     | Einsitzer    | Margit Schumann                                                               |
| 1980   | Olang          | Gold     | Frauen     | Einsitzer    | Melitta Sollmann                                                              |
| 1980   | Olang          | Gold     | Männer     | Doppelsitzer | Hans Rinn Norbert Hahn                                                        |
| 1980   | Olang          | Bronze   | Frauen     | Einsitzer    | Ilona Brand                                                                   |
| 1982   | Winterberg     | Gold     | Frauen     | Einsitzer    | Bettina Schmidt                                                               |
| 1982   | Winterberg     | Gold     | Männer     | Einsitzer    | Uwe Handrich                                                                  |
| 1982   | Winterberg     | Silber   | Männer     | Doppelsitzer | Hans Rinn Jörg-Dieter Ludwig                                                  |
| 1982   | Winterberg     | Bronze   | Frauen     | Einsitzer    | Melitta Sollmann                                                              |
| 1984   | Olang          | Bronze   | Frauen     | Einsitzer    | Bettina Schmidt                                                               |
| 1986   | Hammarstrand   | Silber   | Männer     | Einsitzer    | Jens Müller                                                                   |
| 1986   | Hammarstrand   | Silber   | Männer     | Doppelsitzer | Jörg Hoffmann Jochen Pietzsch                                                 |
| 1986   | Hammarstrand   | Bronze   | Frauen     | Einsitzer    | Ute Oberhoffner                                                               |
| 1988   | Königssee      | Gold     | Frauen     | Einsitzer    | Ute Oberhoffner                                                               |
| 1988   | Königssee      | Silber   | –          | Mannschaft   | Jens Müller Ute Oberhoffner Marco Ernst Olaf Paschold                         |
| 1990   | Igls           | Gold     | Frauen     | Einsitzer    | Susi Erdmann                                                                  |
| 1990   | Igls           | Gold     | Männer     | Doppelsitzer | Jörg Hoffmann Jochen Pietzsch                                                 |
| 1990   | Igls           | Gold     | –          | Mannschaft   | Susi Erdmann René Friedl Jens Müller Jörg Hoffmann Jochen Pietzsch            |
| 1990   | Igls           | Bronze   | Männer     | Einsitzer    | Jens Müller                                                                   |
| 1990   | Igls           | Bronze   | Männer     | Doppelsitzer | Stefan Krauße Jan Behrendt                                                    |
| 1990   | Igls           | Gold     | –          | Mannschaft   | Jens Müller René Friedl Susi Erdmann Sylke Otto Jörg Hoffmann Jochen Pietzsch |

### Bobsport
| Spiele | Austragungsort    | Medaille | Geschlecht | Disziplin | Athleten                                                                  |
| ------ | ----------------- | -------- | ---------- | --------- | ------------------------------------------------------------------------- |
| 1978   | Igls              | Gold     | Männer     | Zweierbob | Horst Schönau Harald Seifert                                              |
| 1978   | Igls              | Silber   | Männer     | Zweierbob | Bernhard Germeshausen Hans-Jürgen Gerhardt                                |
| 1978   | Igls              | Bronze   | Männer     | Zweierbob | Bernhard Lehmann Matthias Trübner                                         |
| 1978   | Igls              | Silber   | Männer     | Viererbob | Meinhard Nehmer                                                           |
| 1978   | Igls              | Bronze   | Männer     | Viererbob | Horst Schönau                                                             |
| 1979   | Winterberg        | Gold     | Männer     | Zweierbob | Bernhard Germeshausen Hans-Jürgen Gerhardt                                |
| 1979   | Winterberg        | Gold     | Männer     | Viererbob | Meinhard Nehmer Bernhard Germeshausen Jochen Babock Hans-Jürgen Gerhardt  |
| 1979   | Winterberg        | Bronze   | Männer     | Zweierbob | Meinhard Nehmer Bogdan Musiol                                             |
| 1979   | Winterberg        | Bronze   | Männer     | Viererbob | Horst Schönau Horst Bernhardt Andreas Kirchner Bogdan Musiol              |
| 1980   | St. Moritz        | Silber   | Männer     | Zweierbob | Bernhard Germeshausen Hans-Jürgen Gerhardt                                |
| 1981   | Igls              | Gold     | Männer     | Viererbob | Bernhard Germeshausen Matthias Trübner Henry Gerlach Hans-Jürgen Gerhardt |
| 1981   | Igls              | Silber   | Männer     | Zweierbob | Bernhard Germeshausen Hans-Jürgen Gerhardt                                |
| 1981   | Igls              | Silber   | Männer     | Viererbob | Horst Schönau Detlef Richter Dietmar Jerke Andreas Kirchner               |
| 1981   | Igls              | Bronze   | Männer     | Viererbob | Bernhard Lehmann Bogdan Musiol Roland Wetzig Eberhard Weise               |
| 1982   | Cortina d’Ampezzo | Silber   | Männer     | Zweierbob | Horst Schönau Andreas Kirchner                                            |
| 1982   | Cortina d’Ampezzo | Silber   | Männer     | Viererbob | Detlef Richter Michael Richter Thomas Forch Dietmar Jerke                 |
| 1983   | Sarajevo          | Gold     | Männer     | Zweierbob | Bernhard Lehmann Bogdan Musiol                                            |
| 1983   | Sarajevo          | Silber   | Männer     | Zweierbob | Bernhard Germeshausen Hans-Jürgen Gerhardt                                |
| 1983   | Sarajevo          | Silber   | Männer     | Viererbob | Bernhard Lehmann Bogdan Musiol Ingo Voge Eberhard Weise                   |
| 1984   | Igls              | Silber   | Männer     | Zweierbob | Detlef Richter Dietmar Jerke                                              |
| 1984   | Igls              | Silber   | Männer     | Viererbob | Detlef Richter Thomas Forch Matthias Legler Dietmar Jerke                 |
| 1985   | St. Moritz        | Silber   | Männer     | Zweierbob | Wolfgang Hoppe Dietmar Schauerhammer                                      |
| 1985   | St. Moritz        | Silber   | Männer     | Viererbob | Wolfgang Hoppe Roland Wetzig Ingo Voge Dietmar Schauerhammer              |
| 1986   | Igls              | Gold     | Männer     | Zweierbob | Wolfgang Hoppe Dietmar Schauerhammer                                      |
| 1986   | Igls              | Silber   | Männer     | Zweierbob | Bernhard Lehmann Bogdan Musiol                                            |
| 1986   | Igls              | Bronze   | Männer     | Zweierbob | Detlef Richter Steffen Grummt                                             |
| 1986   | Igls              | Silber   | Männer     | Viererbob | Bernhard Lehmann Matthias Trübner Ingo Voge Bogdan Musiol                 |
| 1987   | Cervinia          | Gold     | Männer     | Viererbob | Wolfgang Hoppe Roland Wetzig Bogdan Musiol Dietmar Schauerhammer          |
| 1988   | Sarajevo          | Gold     | Männer     | Zweierbob | Volker Dietrich                                                           |
| 1988   | Sarajevo          | Silber   | Männer     | Viererbob | Volker Dietrich                                                           |
| 1989   | Winterberg        | Silber   | Männer     | Zweierbob | Wolfgang Hoppe Bogdan Musiol                                              |

## Erfolgreichste Athleten

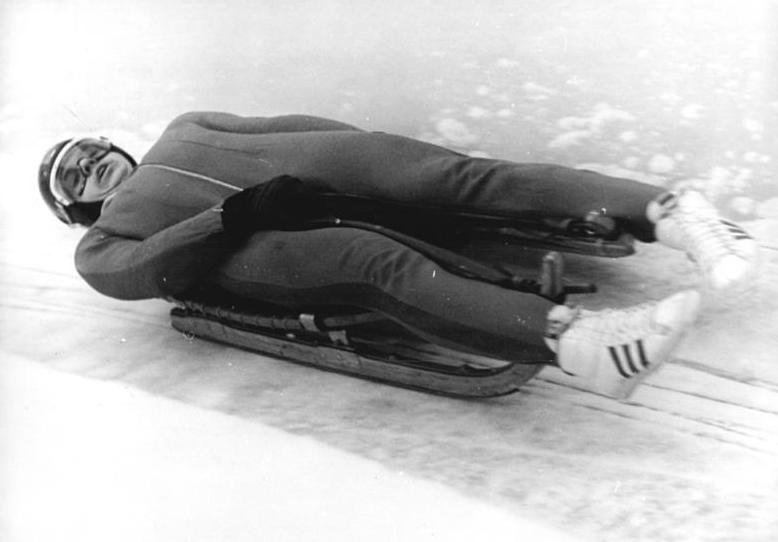
Hans Rinn – Olympiasieger 1976 und 1980 und dreimaliger Weltmeister im Rennrodeln

- Platzierung: Gibt die Reihenfolge der Athleten wieder. Diese wird durch die Anzahl der Goldmedaillen bestimmt. Bei gleicher Anzahl werden die Silbermedaillen verglichen, danach die Bronzemedaillen.
- Name: Nennt den Namen des Athleten.
- Sportart: Nennt die Sportart, für den der Athlet startete.
- Von: Das Jahr, in dem der Athlet die erste Olympia- oder WM-Medaille gewonnen hat.
- Bis: Das Jahr, in dem der Athlet die letzte Olympia- oder WM-Medaille gewonnen hat.
- Gold: Nennt die Anzahl aller gewonnenen Goldmedaillen.
- Silber: Nennt die Anzahl der gewonnenen Silbermedaillen.
- Bronze: Nennt die Anzahl der gewonnenen Bronzemedaillen.
- Gesamt: Nennt die Anzahl aller gewonnenen Medaillen.

Hinweis: Die Liste ist sortierbar: Durch Anklicken eines Spaltenkopfes wird die Liste nach dieser Spalte sortiert, zweimaliges Anklicken kehrt die Sortierung um. Durch das Anklicken zweier Spalten hintereinander lässt sich jede gewünschte Sortierkombination erzielen.

### Olympische Winterspiele
| Platz | Name                  | Sportart    | Von  | Bis  | Gold | Silber | Bronze | Gesamt |
| ----- | --------------------- | ----------- | ---- | ---- | ---- | ------ | ------ | ------ |
| 1.    | Bernhard Germeshausen | Bobsport    | 1976 | 1980 | 3    | 1      | 0      | 4      |
| 2.    | Meinhard Nehmer       | Bobsport    | 1976 | 1980 | 3    | 0      | 1      | 4      |
| 3.    | Wolfgang Hoppe        | Bobsport    | 1984 | 1988 | 2    | 2      | 0      | 4      |
| 4.    | Dietmar Schauerhammer | Bobsport    | 1984 | 1988 | 2    | 1      | 0      | 3      |
| 5.    | Hans Rinn             | Rennrodeln  | 1976 | 1980 | 2    | 0      | 1      | 3      |
| 6.    | Norbert Hahn          | Rennrodeln  | 1976 | 1980 | 2    | 0      | 0      | 2      |
| 7.    | Bogdan Musiol         | Bobsport    | 1980 | 1988 | 1    | 4      | 1      | 6      |
| 8.    | Bernhard Lehmann      | Bobsport    | 1976 | 1988 | 1    | 2      | 1      | 4      |
| 8.    | Frank Ullrich         | Biathlon    | 1976 | 1980 | 1    | 2      | 1      | 4      |
| 10.   | Hans-Jürgen Gerhardt  | Bobsport    | 1980 | 1980 | 1    | 1      | 0      | 2      |
| 11.   | Jörg Hoffmann         | Rennrodeln  | 1984 | 1988 | 1    | 0      | 1      | 2      |
| 11.   | Andreas Kirchner      | Bobsport    | 1980 | 1984 | 1    | 0      | 1      | 2      |
| 11.   | Jochen Pietzsch       | Rennrodeln  | 1984 | 1988 | 1    | 0      | 1      | 2      |
| 11.   | Margit Schumann       | Rennrodeln  | 1972 | 1976 | 1    | 0      | 1      | 2      |
| 11.   | Roland Wetzig         | Bobsport    | 1980 | 1984 | 1    | 0      | 1      | 2      |
| 16.   | Carola Anding         | Skilanglauf | 1980 | 1980 | 1    | 0      | 0      | 1      |
| 16.   | Hans-Georg Aschenbach | Skispringen | 1976 | 1976 | 1    | 0      | 0      | 1      |
| 16.   | Jochen Babock         | Bobsport    | 1976 | 1976 | 1    | 0      | 0      | 1      |
| 16.   | Reinhard Bredow       | Rennrodeln  | 1972 | 1972 | 1    | 0      | 0      | 1      |
| 16.   | Bernhard Glass        | Rennrodeln  | 1980 | 1980 | 1    | 0      | 0      | 1      |
| 16.   | Horst Hörnlein        | Rennrodeln  | 1972 | 1972 | 1    | 0      | 0      | 1      |
| 16.   | Jens Müller           | Rennrodeln  | 1988 | 1988 | 1    | 0      | 0      | 1      |
| 16.   | Wolfgang Scheidel     | Rennrodeln  | 1972 | 1972 | 1    | 0      | 0      | 1      |

### Weltmeisterschaften
| Platz | Name                  | Sportart    | Von  | Bis  | Gold | Silber | Bronze | Gesamt |
| ----- | --------------------- | ----------- | ---- | ---- | ---- | ------ | ------ | ------ |
| 1.    | Frank Ullrich         | Biathlon    | 1977 | 1983 | 9    | 4      | 1      | 14     |
| 2.    | Jörg Hoffmann         | Rennrodeln  | 1983 | 1990 | 4    | 1      | 2      | 7      |
| 3.    | Jochen Pietzsch       | Rennrodeln  | 1983 | 1990 | 4    | 0      | 2      | 6      |
| 4.    | Hans-Georg Aschenbach | Skispringen | 1972 | 1976 | 4    | 0      | 0      | 4      |
| 4.    | Margit Schumann       | Rennrodeln  | 1973 | 1977 | 4    | 0      | 0      | 4      |
| 6.    | Matthias Jacob        | Biathlon    | 1981 | 1987 | 3    | 4      | 0      | 7      |
| 7.    | Hans Rinn             | Rennrodeln  | 1973 | 1979 | 3    | 3      | 1      | 7      |
| 8.    | Wolfgang Hoppe        | Bobsport    | 1983 | 1990 | 3    | 1      | 3      | 7      |
| 9.    | Hans-Jürgen Gerhardt  | Bobsport    | 1977 | 1981 | 3    | 1      | 1      | 5      |
| 9.    | Bernhard Germeshausen | Bobsport    | 1977 | 1981 | 3    | 1      | 1      | 5      |
| 11.   | Frank Luck            | Biathlon    | 1989 | 1990 | 3    | 0      | 1      | 4      |
| 12.   | Gerhard Grimmer       | Skilanglauf | 1970 | 1974 | 2    | 3      | 1      | 6      |
| 13.   | Bogdan Musiol         | Bobsport    | 1978 | 1990 | 2    | 2      | 2      | 6      |
| 14.   | Dietmar Schauerhammer | Bobsport    | 1983 | 1987 | 2    | 1      | 1      | 4      |
| 15.   | Mathias Jung          | Biathlon    | 1981 | 1983 | 2    | 1      | 0      | 3      |
| 15.   | Melitta Sollmann      | Rennrodeln  | 1979 | 1983 | 2    | 1      | 0      | 3      |
| 17.   | Mark Kirchner         | Biathlon    | 1990 | 1990 | 2    | 0      | 1      | 3      |
| 18.   | Susi Erdmann          | Rennrodeln  | 1989 | 1990 | 2    | 0      | 0      | 2      |
| 19.   | Jens Müller           | Rennrodeln  | 1985 | 1989 | 1    | 3      | 2      | 6      |
| 20.   | Norbert Hahn          | Rennrodeln  | 1973 | 1979 | 1    | 2      | 1      | 4      |
| 20.   | Meinhard Nehmer       | Bobsport    | 1977 | 1979 | 1    | 2      | 1      | 4      |
| 22.   | Horst Hörnlein        | Rennrodeln  | 1965 | 1973 | 1    | 1      | 3      | 5      |
| 23.   | Reinhard Bredow       | Rennrodeln  | 1969 | 1973 | 1    | 1      | 2      | 4      |
| 24.   | Raimund Bethge        | Bobsport    | 1977 | 1978 | 1    | 1      | 1      | 3      |
| 24.   | Steffen Grummt        | Bobsport    | 1985 | 1986 | 1    | 1      | 1      | 3      |
| 24.   | Horst Schönau         | Bobsport    | 1978 | 1982 | 1    | 1      | 1      | 3      |
| 27.   | Jan Behrendt          | Rennrodeln  | 1989 | 1989 | 1    | 1      | 0      | 2      |
| 27.   | Stefan Krauße         | Rennrodeln  | 1989 | 1989 | 1    | 1      | 0      | 2      |
| 27.   | Bernhard Lehmann      | Bobsport    | 1981 | 1981 | 1    | 1      | 0      | 2      |
| 27.   | Jürgen Wirth          | Biathlon    | 1986 | 1987 | 1    | 1      | 0      | 2      |
| 31.   | Carola Anding         | Skilanglauf | 1980 | 1982 | 1    | 0      | 1      | 2      |
| 31.   | Henry Gerlach         | Bobsport    | 1980 | 1983 | 1    | 0      | 1      | 2      |
| 31.   | Ingo Voge             | Bobsport    | 1985 | 1987 | 1    | 0      | 1      | 2      |
| 34.   | Horst Bernhardt       | Bobsport    | 1978 | 1978 | 1    | 0      | 0      | 1      |
| 34.   | Bernd Hellmich        | Biathlon    | 1982 | 1982 | 1    | 0      | 0      | 1      |
| 34.   | Harald Seifert        | Bobsport    | 1978 | 1978 | 1    | 0      | 0      | 1      |
| 34.   | Matthias Trübner      | Bobsport    | 1985 | 1985 | 1    | 0      | 0      | 1      |
| 34.   | Michael Trübner       | Bobsport    | 1980 | 1980 | 1    | 0      | 0      | 1      |